# سیتی آو وکو
سیتی آو وکو (به انگلیسی: City of Waco) یک کشتی بود که طول آن ۲۴۲ فوت (۷۴ متر) بود. این کشتی در سال ۱۸۷۳ ساخته شد.